# Юрій Юрійович Слуцький (молодший)
Юрій (III) Юрійович Слуцький (17 серпня 1559 — 6 травня 1586) — удільний князь слуцький (1578—1586), представник знатного литовсько-руського княжого роду Олельковичів-Слуцьких.

## Біографія
Князь Юрій народився 17 серпня 1559 року. Був старшим сином князя Юрія (II) Юрійовича Слуцького та його дружини, польської шляхтянки,  графині Катерини Тенчинської. По смерті батька під тиском єзуїтів перед Петром Скаргою матір дала обіцянку вислати синів вчитись до Риму. Після смерті Юрія II Юрійовича, Катерина у 1581 році вийшла заміж вдруге, за князя Христофора Миколу Радзивілла 1581 року.
Юрій разом із братами Олександром та Іваном Семеном навчався у західноєвропейських університетах. 
У 1582 році при розділі з двома братами батьківського князівства Юрій Юрійович Олелькович отримав третину Слуцького князівства.
Юрій залишився православним. Прожив 26 років, 8 місяців, 19 днів. Був похований у Києво-Печерській лаврі. де існував його надгробок з епітафією.

## Сім'я
Дружина — Варвара (Барбара) з Кишок, донька підляського воєводи Миколая Кишки і його другої дружини Барбари Ходкевич. У шлюбі Юрій і Варвара прожили менше року. У них була лише одна дочка  — Софія Слуцька (1 травня.1585 — 9 березня 1612), княжна слуцька, дружина князя Януша Радзивілла.